# Campanula amasia
Campanula amasia är en klockväxtart som beskrevs av George Edward Post. Campanula amasia ingår i släktet blåklockor, och familjen klockväxter. Inga underarter finns listade i Catalogue of Life.